# Mogtédo (département)
Pour les articles homonymes, voir Mogtédo.
Cet article concerne le département et la commune rurale. Pour le village chef-lieu, voir Mogtédo (Mogtédo).
Mogtédo est un département et une commune rurale de la province du Ganzourgou, situé dans la région du Plateau-Central au Burkina Faso.

## Démographie
Le département comptabilisait :
- 73 214 habitants en 2019[2].
- 49 437 habitants en 2006[3],[1].

## Villages
Le département est administrativement composé de vingt-cinq villages, dont le village chef-lieu homonyme (données de population consolidées issues du recensement général de 2006) :
- Bomboré-V1 (1 089 habitants)
- Bomboré-V2 (1 401 habitants)
- Bomboré-V3 (2 137 habitants)
- Bomboré-V4 (546 habitants)
- Bomboré-V5 (1 687 habitants)
- Bomboré-V6 (982 habitants)
- Bomboré-V7 (1 185 habitants)
- Gadghin (1 163 habitants)
- Mogtédo (18 164 habitants), chef-lieu
- Mogtédo-V1 (422 habitants)
- Mogtédo-V2 (745 habitants)
- Mogtédo-V3 (1 142 habitants)
- Mogtédo-V4 (931 habitants)
- Mogtédo-V5 (872 habitants)
- Mogtédo-V6 (823 habitants)
- Nobsin (2 306 habitants)
- Rapadama-V1 (2 167 habitants)
- Rapadama-V2 (1 064 habitants)
- Rapadama-V3 (651 habitants)
- Rapadama-V4 (3 264 habitants)
- Rapadama-V5 (1 367 habitants)
- Rapadama-V7 (3 105 habitants)
- Rapadama-V8 (954 habitants)
- Rapadama-V9 (102 habitants)
- Toéssin (1 168 habitants)

Les localités suivantes (mentionnées dans des sources burkinabè ambiguës) sont rattachées à un village non précisé ici parmi les villages précédents ou sont des homonynes :
- Ouidi (Mogtédo-V?)
- Rapadama
- Rapadama-T